# Алтачей
Алтачей (рос. Алтачей) — улус Бичурського району, Бурятії Росії. Входить до складу Петропавловського сільського поселення.
Населення — 76 осіб (2015 рік).